# Albuquerque
|  | No s'ha de confondre amb Alburquerque. |

Albuquerque (en navaho Beeʼeldííl Dahsinil) és la ciutat més gran de l'estat de Nou Mèxic, al sud-oest dels Estats Units. La mateixa ciutat té una població de 448.607 (segons el cens de 2000), mentre l'àrea metropolitana en té uns 750.000. És al comtat de Bernalillo, a la part central de l'estat. La ciutat va ser fundada el 1706 pels colonitzadors espanyols, i encara reté alguns aspectes d'herència cultural i històrica espanyola.
A Albuquerque hi ha i la Universitat de Nou Mèxic (UNM) amb el Jardí Botànic de la Universitat de l'Estat de Nou Mèxic, i la Base Aèria Kirtland. També és la seu dels Laboratoris Nacionals de Sandia, ja que les muntanyes de Sandia perduren a l'est d'Albuquerque.
El clima és sec i assolellat, amb uns 300 mil·límetres de precipitació de mitjana (11 in). Tots els mesos d'octubre se celebra la Festa Internacional de Globus d'Albuquerque, la reunió de globus aerostàtics més gran del món.

## Història
Albuquerque va ser fundada el 1706 com una comunitat agrícola. Fou construïda a la manera típica dels pobles colonials d'Espanya, amb una plaça central envoltada de cases, edificis del govern, i una església. Aquest poble vell ha estat conservat i avui dia serveix com museu, lloc cultural i centre comercial. El governador provincial Francisco Cuervo y Valdés li va posar el nom "Alburquerque" en honor del duc d'Alburquerque, el virrei de Nova Espanya entre 1702 i 1710. En anglès la primera "r" en "Alburquerque" es va perdre durant el segle xix, però l'ortografia vella encara es fa servir ocasionalment.
El febrer de 1862, durant la Guerra de Secessió, la ciutat va ser ocupada breument per tropes de la Confederació sota el general Henry Hopkins Sibley. Més tard, quan Sibley s'havia retirat a Texas, Sibley va fer una resistència a Albuquerque el 8 d'abril de 1862. Va seguir una acció de llarga distància amb tropes de la Unió sota el coronel Edward R.S. Canby. Hi va haver poques baixes. Quan és va construir el ferrocarril Atchison-Topeka-Santa Fe el 1880, es va estalviar el poble vell. En canvi, l'estació i la cotxera van ser establerts uns quilòmetres a l'est de la plaça, en un lloc que es va batejar Nou Albuquerque o Poble Nou. L'àrea prop de la plaça, el Poble Vell, va ser una comunitat independent fins a 1940. Nou Albuquerque aviat es va convertir en una ciutat pròspera que tenia, al canvi del segle, una població de vuit mil habitants i tot el comfort modern, incloent un sistema de tramvies que ajuntava el Poble Vell, el Poble Nou, i la Universitat de Nou Mèxic.
El 1902 el famós Hotel Alvarado va ser construït al costat de la nova estació de ferrocarril. L'hotel era un símbol de la ciutat fins que va ser derrocat el 1970 i substituït per un aparcament. El 2002 una facilitat de trànsit nou, el Centre de Transport Alvarado, va ser construït al lloc que s'assembla a l'hotel vell.
La Ruta 66, una carretera important entre Chicago, Illinois i Santa Monica, Califòrnia, va arribar fins a Albuquerque el 1926 i els primers viatgers van aparèixer en la ciutat poc després. Aviat es van construir molts motels, restaurants i botigues de regals al llarg del Quart Carrer, el curs que prenia la carretera per la ciutat. El 1937 la carretera va ser reordenada al llarg de l'Avinguda Central. La majoria dels edificis de l'època de la Ruta 66 són a l'Avinguda Central, però n'hi ha alguns al Quart Carrer.
Després de l'establiment de la base aèria i els laboratoris nacionals, el 1939 i 1949, respectivament, Albuquerque tenia molta importància durant l'època del desenvolupament de l'energia nuclear. Mentrestant, la ciutat continuava estenent-se a l'est, i va assolir una població de 200.000 habitants el 1960.